# Airgíalla
Airgíalla (Irlandés moderno: Oirialla, inglés: Oriel) fue un reino medieval irlandés y el nombre colectivo para la confederación de tribus que lo formaban. La confederación constaba de nueve reinos menores independientes uno de otro, pero nominalmente vinculados por suzeranía a un rey supremo, normalmente de la dinastía más poderosa. En su momento de mayor expansión, Airgíalla abarcaba las diócesis modernas de Armagh y Clogher, incluyendo parte de los condados de Armagh, Monaghan, Louth, Fermanagh, Tyrone y Londonderry. Sus ciudades principales eran Armagh y Clogher.
Según la leyenda, Airgíalla fue fundado por los Tres Collas, que se dice conquistaron el centro del Úlster a los Ulaid. La victoria decisiva fue la batalla de Achadh Leithdheirg, datada en torno al año 331. Aun así, se cree que este relato es ficticio en su mayoría y el año real y las circunstancias en las que se creó Airgíalla la confederación son desconocidas.
Originalmente bajo la influencia de sus vecinos Ulaid al este, el territorio del Airgíalla fue gradualmente erosionado del siglo VI por la expansión de sus vecinos del norte, los Cenél nEógain de los Uí Néill del Norte, así como los Uí Néill del Sur al sur. A partir de 735 cayeron bajo la dominación de los Cenél nEógain, y por 827 se habían convertido en sus vasallos. El reino de Airgíalla alcanzó su máximo esplendor en el siglo XII, bajo el rey Donnchad Ua Cerbaill. Posteriormente, el reino de Airgíalla sobrevivió en Monaghan —conocido como Oirghialla y Oriel después de la invasión normanda— bajo los Mac Mathghamhna, hasta el fin del orden gaélico en Irlanda.

## Etimología
Airgíalla puede significar "aquellos que dan rehenes", y se refiere tanto al reino de Airgíalla, como a la confederación de tribus que lo formó. Es generalmente anglicanizado como Oriel; aun así, formas anglicanizadas arcaicas incluyen: Uriel, Orial, Orgialla, Orgiall, Oryallia, y Ergallia.
Tras la invasión Anglo-Normanda, el término "Uriel" se utilizó para nombrar a la parte de Airgíalla que se extendía por el actual condado de Louth. De modo parecido, la porción de Airgíalla que sobrevivió en Monaghan, pasó a ser conocida como Oirghialla, de donde deriva "Oriel".

## Historia

### Orígenes

#### Según leyenda
A comienzos del siglo IV, tres hermanos belicosos, conocidos como los Tres Collas, conquistaron gran parte del Ulster, que arrebataron a los Ulaid. Tras la batalla de Achadh Leithdheirg, fundaron Airgialla. En esta batalla las fuerzas de lps Tres Collas derrotaron a las fuerzas de Fergus Foga, rey de Ulster, que murió en la batalla y los vencedores quemaron hasta los cimientos Emain Macha, la antigua capital de los Ulaid.
Sin embargo, se puede ver que la leyenda fue escrita o compuesta en el segundo cuarto del siglo VIII para sellar una alianza con los Uí Néill.

#### Aparición histórica
La referencia más temprana a Airgíalla aparece en los Anales de Tigernach en el año 677, donde la muerte de Dunchad mac Ultan, "Rí Oigriall", es mencionada. Aun así, se sospecha que puede ser una interpolación retrospectiva. Por otro lado, la entrada en los Anales de Ulster del año 697 que lista a Mael Fothataig mac Mael Dub como "Rex na nAirgialla" puede ser genuina. Ambos Mael Fothatag y su hijo, Eochu Lemnae (muerto 704), aparecen entre los garantes del "Cáin Adomnáin" en 697. Por ello se cree que Airgíalla probablemente existía como entidad por entonces, o al menos a comienzos del siglo VIII.

### Caída del Reino

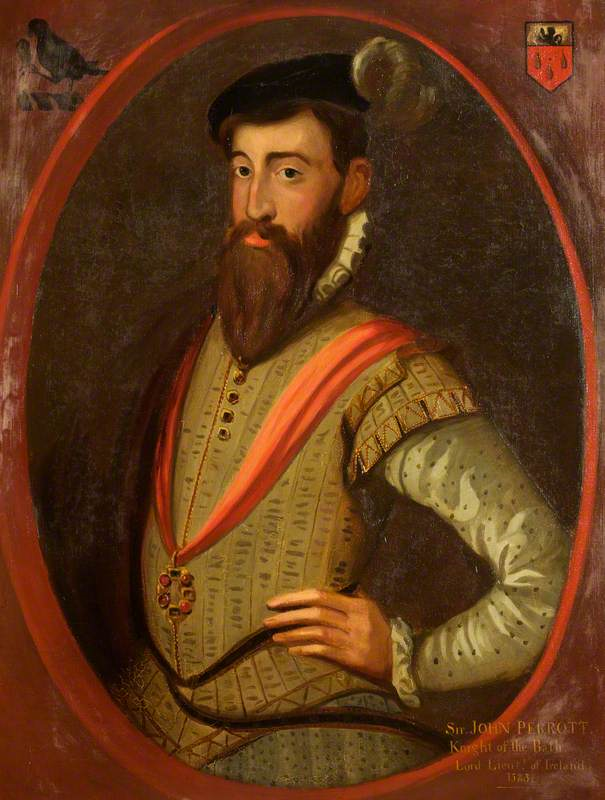
Rossa Buidhe se rindió Airgíalla a Diputado de Señor, John Perrot.

El Reino de Airgíalla llegó a su fin en 1585 cuándo Rossa Boy MacMahon apalabró la rendición y reconcesión de sus territorios a la Corona inglesa en Irlanda, convirtiendo su territorio en el Condado de Monaghan en el Reino de Irlanda.  Rossa Buidhe Había ascendido al trono de Airgíalla en 1579 y se encontró en una posición geopolítica indeseable; dividido entre la expansión del poder del reino de Irlanda de los Tudor y la de Tyrone bajo la dinastía O'Neill.  Inicialmente, Rossa Boy pareció acercarse a Tír Eoghain, cuando se casó con la hija de Hugh O'Neill, Conde de Tyrone. Sin embargo, evidentemente esperando que le dejaran tranquilo para dirigir los asuntos locales, mientras prometía lealtad a Isabel I, el MacMahon se reunió con John Perrot, entonces Lord Diputado de Irlanda (según algunos, hijo natural de Enrique VIII) y accedió a unirse al Reino de Irlanda. Airgíalla, conocido como Monaghan, estaba dividido en cinco baronías bajo jefes gaélicos nativos, mayoritariamente de la familia MacMahon.
Esto no fue el fin del asunto. Temiendo la expansión inglesa, acercándose cada vez más a sus territorios, Hugh O'Neill recurrió a Brian Mac Hugh Og MacMahon de Dartree y casado con otra hija suya. Brian Mac Hugh Og era entonces el tanist a la jefatura de su pueblo según las leyes de Brehon y O'Neill esperaba atraer al "reino fantasma" de Airgíalla reino a su bando tras la muerte de Rossa Buidhe a través de este pacto. Por su parte, Ross Buidhe buscaba una sucesión anglófila en la persona de su hermano Hugh Roe MacMahon.  Cuándo el nuevo Lord Diputado, William FitzWilliam empezó a presionar para que se nombrar un Gran Sheriff inglés en Monaghan, O'Neill utilizó su influencia para levantar la oposición entre los clanes de Monaghan (la misma política que fue empleada en Leitrim, Fermanagh y Donegal en torno a Tyrone). Como consecuencia, una fuerza militar dirigida por Henry Bagenal fue enviada al condado a comienzos de 1589 para imponer el sheriff y por el verano de aquel año, Rossa Boy había muerto.

## Grupos dinásticos

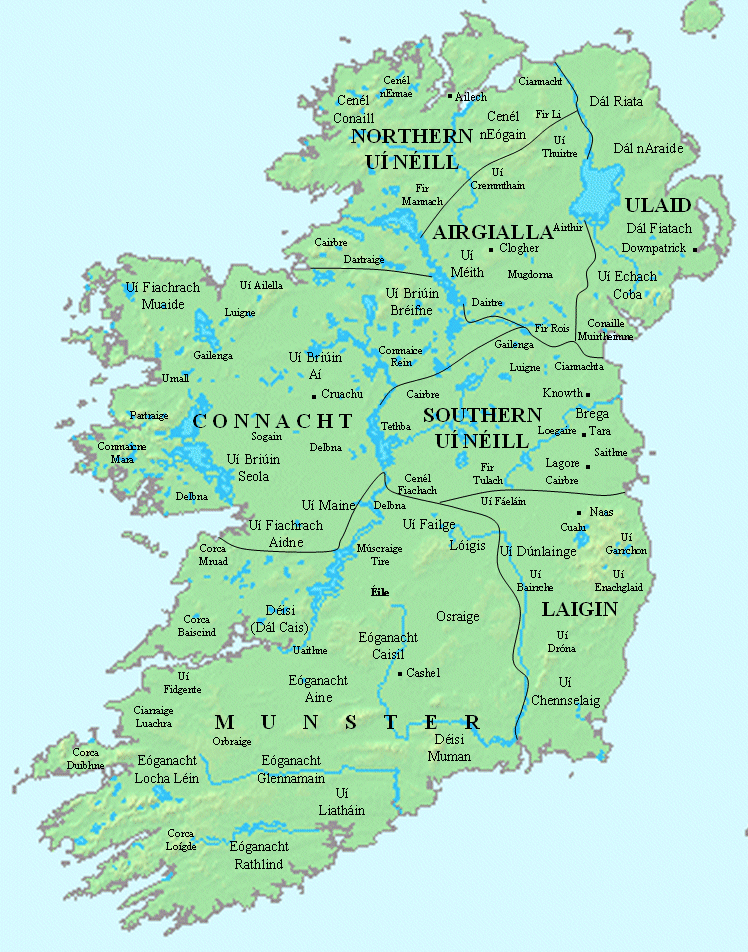
Pueblos tempranos en Irlanda y las siete provincias cuando definidos en el 11.º-siglo Lebor na Cert (Libro de Derechos)

Airgíalla estuvo compuesto de nueve reinos menores, cada uno nombrado según la dinastía que gobernaba. Estos eran:
- Uí Tuirtri, también deletreado Uí Tuirtre, "descendientes de Tort". Ubicados al este de los montes Sperrin en el este de Londonderry y Tyrone. A partir de 776, los Uí Thuirtri se movieron al este del Río Bann y en el reino de los Ulaid, y por 919 habían perdido todo lazo con Airgíalla.[4]
- Uí Maic Cairthinn, "descendientes de Cairthend". Basado al sur de Lough Foyle al noroeste de Londonderry.
- Uí Fiachrach Arda Sratha, "descendientes de Fiachrach de Ard Straw". Basados en Ardstraw en el moderno Tyrone. Se convirtieron en súbditos de los Cenél nEógain por el siglo XII, y se expandió hacia el sur a Fir Luírg, en Condado Fermanagh.[10]
- Uí Cremthainn, basados en partes de Condado de día moderno Fermanagh, Monaghan, y Tyrone.
- Uí Méith, basados en Monaghan.
- Airthir, significando "Easterners".[4] Estuvieron basados alrededor de la ciudad de Armagh, y controlaron los cargos eclesiásticos de la iglesia en Armagh, que tuvo preeminencia en Irlanda.[4]
- Mugdorna, basado en Monaghan, aun así por el 12.º-el siglo habían colonizado el territorio de Bairrche, localizado en Down, que fue nombrado por ellos.[11] Su nombre se conserva como"Mourne", en las Montañas Mourne.
- Fir Chraíbe, también conocidos como Fir na Chraíbe,[12] significando "hombres de la rama". Estuvieron localizados al oeste del Río Bann en el noreste de Londonderry. Por el siglo IX eran súbidtos de los Cenél nEógain.[12]
- Fir Lí, también conocidos como el Fir Lee, significando "pueblo de Lí". Estuvieron localizados al oeste del Río Bann en el centro oriente de Londonderry. Por el siglo IX eran súbditos de los Cenél nEógain.[12]

### Uí Moccu Úais
Los Uí Tuirtri, Uí Maic Cairthinn, y Uí Fiachrach Arda Sratha, fueron conocidos colectivamente como los Uí Moccu Úais ya que afirmaban defender directamente de los Colla Uais. Los pedigrís del Libro de Leinster afirman que Colla Uais tuvo dos hijos, Erc y Fiachra Tort. De Fiachra Tort vendrían los Uí Tuirtri. De Erc, vendrían Cairthend y Fiachrach, respectivamente antepasados del Uí Maic Cairthinn y el Uí Fiachrach Arda Sratha. Los Fir Lí es afirman descender también de los Fiachra Tort, aunque otras fuentes reclaman descienden de otro hijo de Colla Uais llamado Faradach.
El Uí Moccu Uais aparecen también en los condados de Meath y Westmeath.  Eran conocidos como Uí Moccu Uais Midi y Uí Moccu Uais Breg, significando el Uí Moccu Uais de Meath y Brega, respectivamente.